# Фонсека, Эрик
Эрик Юридиан Фонсе́ка Са́рате (исп. Erick Yuridian Fonseca Zárate) — мексиканский актёр, путешественник и телеведущий. Работает на телеканале RT Español.

## Биография
Эрик Фонсека родился в городе Мехико. Изучал актерское мастерство в Мексике, затем продолжил образование в России, в Театральном институте имени Бориса Щукина в 2005—2009 годах.
По окончании института снялся в российском телесериале «Индус». Участвовал в постановках российского театрального режиссёра Александра Минченко в Мексике.
С 2010 года работает в RT Español, испанской редакции телеканала Russia Today, ведя цикл телевизионных программ «Список Эрика» (исп. La lista de Erick), в которой обозревает различные места, рассказывая о достопримечательностях, истории, культуре и природе России.
В 2011 году программа стала финалистом российской телевизионной премии ТЭФИ в номинации «Специальный репортаж».